# 484 av. J.-C.
Cette page concerne l'année 484 av. J.-C. du calendrier julien proleptique.

## Événements
- A Athènes, ostracisme de l’aristocrate Xanthippe, père de Périclès[1].

- Mars-avril[2] : première victoire d’Eschyle aux Dionysies urbaines à Athènes[3].

- 4 août : début à Rome du consulat de Lucius Æmilius Mamercinus (Mamercus) et K. (Caeso?) Fabius Vibulanus[4].

## Naissances
- Hérodote, historien grec à Halicarnasse (date probable, ou 482 av. J.-C.)